# ادویناس کرونگلاس
ادویناس کرونگلاس (انگلیسی: Edvinas Krungolcas؛ زادهٔ ۲۱ ژانویهٔ ۱۹۷۳) ورزشکار اهل لیتوانی است.